# 萊達爾湖
萊達爾湖（英語：Rydal Water），或譯賴德爾湖，是位於英國坎布里亞郡湖區的一個湖泊。萊達爾湖周長1.18平方公尺，最寬處寬350米，最深處水深17米。萊達爾湖南部有國家名勝古蹟信託管理。湖泊附近有眾多步道。華茲華斯曾在此湖附近居住。